# Alex Kidd in Miracle World
Alex Kidd in Miracle World (アレックスキッドのミラクルワールド Arekkusu Kiddo no Mirakuru Wārudo?) är ett plattformsspel till Segas 8-bitars-konsol Master System. Det utgavs först i Japan den 1 november 1986 och sedan internationellt under 1987. Spelet var ett av de mest kända i Alex Kidd-serien, på grund av att det fanns inbyggt i de flesta Master System II-konsoler. 

## Spelupplägg
Alex Kidd in Miracle World är ett plattformsspel. Spelaren måste slutföra nivåer och klara hinder och pussel i en 2D-sidscrollande miljö. På sin väg genom de 17 banorna möter Alex Kidd många monster, och de tre hantlangarna till Janken the Great, innan Janken själv konfronteras.
Alex Kidd är den ende spelbara karaktären i spelet. Hans huvudsakliga förmåga är slag med handen, som han kan använda för att attackera fiender, ha sönder vissa typer av stenar för att komma åt nya ytor och samla pengar. När vissa block krossas eller klivs på släpps en ond ande ut som kommer att försöka döda Alex. De pengar som Alex samlar ihop kan användas för att köpa föremål så som motorcyklar, och ”peticopters”, små pedaldrivna helikoptrar. Vid slutet av de flesta banor ställs Alex mot en av Jankens medhjälpare i en omgång av spelet jan-ken-pon (sten-sax-påse) och då erhåller en onigiri som förflyttar spelaren till nästa bana. Alex kan bara ta emot ett slag innan han dör.
Alex Kidd in Miracle World har ingen sparfunktion eller lösenordssystem, vilket innebär att spelet är slut när alla Alex liv gått åt. Dock hade spelet en odokumenterad ”continue”-detalj där spelaren kunde fortsätta spelet från nivåns början, där Alex hade dött, med tre liv, genom att hålla nere upp-knappen och trycka på ”2”-knappen åtta gånger under skärmbilden ”GAME OVER”. Den funktionen skulle kosta spelaren 400 Baums, spelets valuta.  
Spelet var inbyggt direkt i Sega Master System II som möjliggjorde spelande direkt efter uppackning utan krav på någon isatt spelkassett.  

## Synopsis

### Karaktärer och miljö
Alex Kidd in Miracle World  utspelas i fantasyvärlden Miracle World. Historien fokuserar på protagonisten Alex Kidd i hans sökande efter sin sedan länge försvunne bror Prince Egle, som tillfångatogs av spelets antagonist, den onde tyrannen kallad Janken the Great, som tog över det fridfulla landet Radaxian.

### Handling
För flera sekel sedan, på planeten Aries, känd som "Miracle World", levde en pojke vid namn Alex Kidd ensam under sju år på Mount Eternal, där han studerade och tränade i tekniken Shellcore, en forntida konst som gör en stark nog att krossa stenar i bitar. Tekniken gör det möjligt för en invånare på Aries att ändra knytnävarnas storlek och stryktålighet genom ren viljestyrka, och splittra stenar med ens bara händer. En dag när han lämnade berget för sitt spirituella hemland, mötte Alex en döende man som berättade för honom att den fridfulla staden Radaxian var i stor fara och gav Alex en karta och en medaljong. Efter försvinnandet av King Thunder av Radaxian, listar Alex ut att hans första nederlag var gentemot Janken The Great, härskare över planeten Janbarik. Janken kidnappar arvingen till tronen, Prince Egle, ibland refererad till som "Igul", och hans fästmö Princess Lora.       
Många av invånarna förvandlas till sten på grund av Jankens magi. Alex Kidd får genom en döende man reda på att han är en medlem av Radaxian Royal Family, son till King Thunder och bror till Prince Egle. Alex beger sig ut för att upptäcka var hans far håller till, rädda sin bror, återställa kungariket, och tillintetgöra de monstruösa underhuggarna till Janken. Han måste hitta ett antal magiska artefakter och medaljonger för att komma vidare i berättelsen.   

## Utveckling

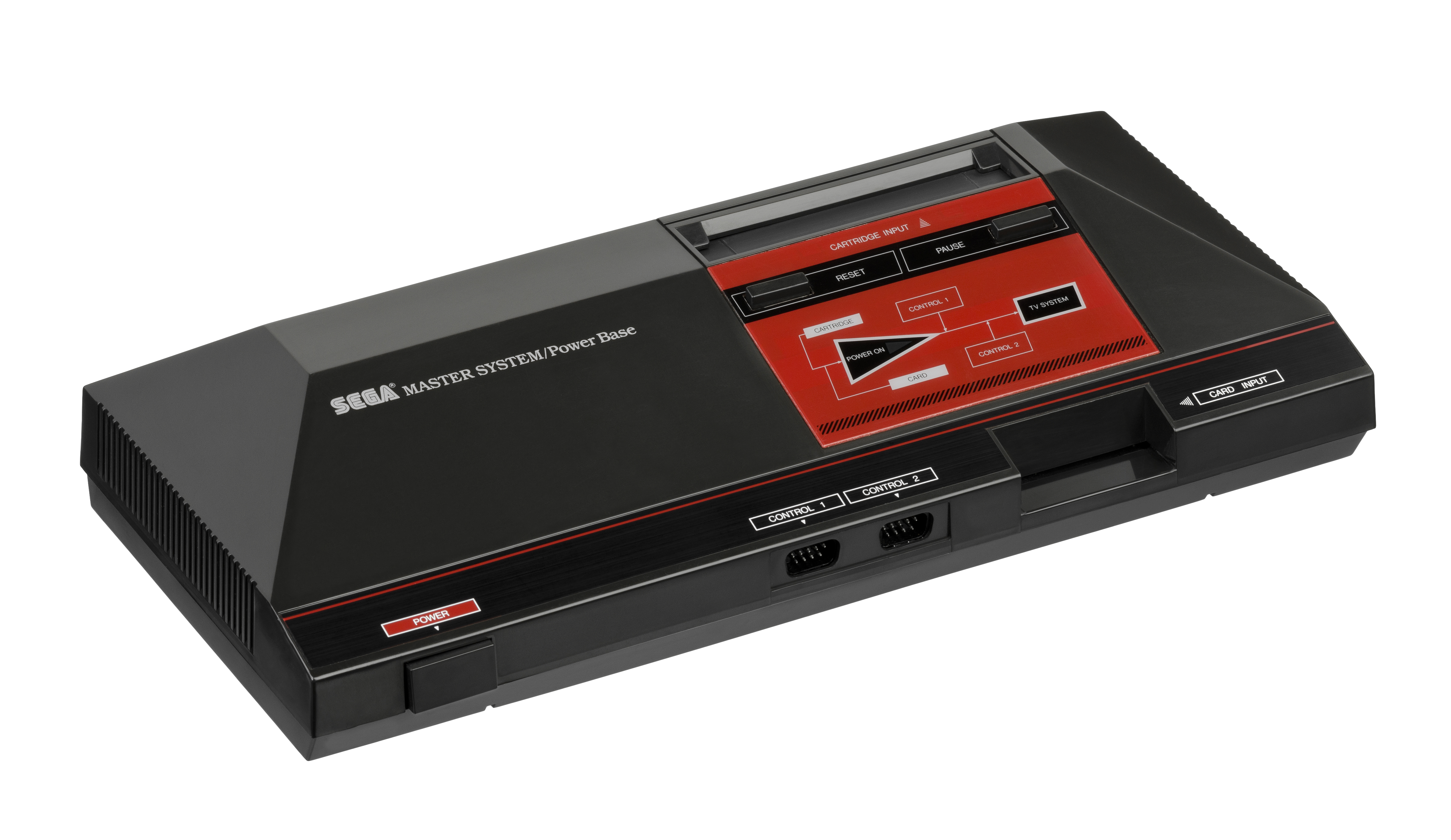
Alex Kidd in Miracle World gavs från början ut till konsolen Sega Master System

1983 lanserade Nintendo konsolen Family Computer, i Väst känd som Nintendo Entertainment System (NES), och två år senare i USA. Den blev en stor framgång, mycket på grund av utgivningen av spelet Super Mario Bros., det första spelet som skapades specifikt till en hemkonsol.
Sedan Sega hade misslyckats med att ta 5% av den japanska marknaden, beslutades det att ändra  namnet och sälja Mark III i Väst som Master System (MS). Den, i jämförelse med NES, tekniskt mer avancerade Master System, nådde aldrig samma grad av popularitet på platser som USA (bara  125 000 MS-konsoler såldes på fyra månader jämfört med två miljoner NES-konsoler), men på andra marknader så som Europa, Brasilien och Australien var Master Systems försäljningssiffror bättre. Alex Kidd in Miracle World gavs ut under dessa förhållanden. Detta spel, tillsammans med Wonder Boy, var avsett att bli Segas svar på Super Mario Bros., men fram till det Sonic Team skapade Sonic the Hedgehog, var Sega oförmöget att konkurrera med Shigeru Miyamotos kreation. 

## Mottagande
| Mottagande               | Mottagande                      |
| Recensionsbetyg          | Recensionsbetyg                 |
| Publikation              | Betyg                           |
| ------------------------ | ------------------------------- |
| Allgame                  | [ 8 ]                           |
| Computer and Video Games | 86%                             |
| Eurogamer                | 7/10                            |
| Gametrailers             | 10/10                           |
| IGN                      | 9/10 (Master System) 9/10 (Wii) |

Alex Kidd in Miracle World har blivit hyllat sedan dess utgivning. 1987 gav den franska tidskriften Génération 4 spelet 99% i poäng. Tidskriften Sega Pro gav 1991 spelet en poäng på 95%, och kommenterade att, med ”så mycket att göra och så många olika sätt att göra det på, är det ett av de spel du kommer komma tillbaka till även när du har klarat det fullständigt.” 1991 gav tidskriften Computer and Video Games det en poäng på 86%, och beskrev spelet som ”Sega's svar på Mario” och sammanfattade att det ”uppslukande spelupplägget kommer att limma dig mot din skärm i timmar”.
I en retrospektiv recension 2008 gav IGN Alex Kidd betyget 9 av 10 och en ”Editor's Choice”-utmärkelse, och kallade det ”en exceptionell plattformare med mängder av action och några mycket bra pussellösningsutmaningar” som ”fortfarande fungerar anmärkningsvärt väl”. IGN gav också utgåvan till Wiis Virtual Console 9 av 10 i betyg.

## Versioner
Spelet var ursprungligen bara tillgängligt på spelkassetter. Från 1990 och framåt integrerades en något annorlunda version i de amerikanska, australiska och europeiska utgåvorna till Master System 2, och också några australiska och europeiska versioner till Master System 1. Där fanns två skillnader, först när mål ändras på spelkartan, visas Alex äta onigiri i originalutgåvan och porteringen till Wii Virtual Console 2008, och en hamburgare i den integrerade versionen. Originalutgåvan använde knapp 2 för att slå och knapp 1 för att hoppa, de här kontrollerna inverterades i den integrerade versionen.
Spelet utgavs tillsammans med Super Hang-On och The Revenge of Shinobi, som en del av Sega Vintage Collection: Alex Kidd and Co., vilken släpptes till Xbox Live Arcade och Playstation Network i maj 2012. Den här versionen möjliggör spelande av varje regionutgåva av spelet (den europeiska versionen bibehåller 50 frames per second) och variationen hos Master System 2.

## Uppföljare
Alex Kidd in the Enchanted Castle är den femte titeln i Alex Kidd-serie en trolig uppföljare till Miracle World. Den släpptes i Europa 1990 till 16-bits-konsolen Sega Mega Drive. I spelet fortsätter historien från dess föregångare då den börjar med Egle, Alex Kidds bror, som styr planeten Aries. Alex hör rykten om att hans far, King Thor, hålls fånge av Ashra, guvernören av planeten Paperock, vilket gör att Alex ger sig ut på en resa för att rädda honom. Sten-sax-påse-delen av spelet är kvar och vadslagningsbås, kallade Janken Houses, finns också som matchen kan spelas i. Om Alex vinner tar han föremålet som lagts ut som en del av vadslagningen. Jämfört med originalspelet har Enchanted Castle förbättrad grafik, mer detaljerade spelscenarior, och huvudkaraktären är större. Spelet har emellertid enbart elva banor, sex färre än i Alex Kidd in Miracle World.